# Duisburger SV 1900
Duisburger SV 1900 is een Duitse voetbalclub uit Duisburg, Noordrijn-Westfalen. De club nam in 1969 voluit dezelfde naam als het legendarische Duisburger SpV, maar is niet dezelfde club.

## Geschiedenis
De club werd opgericht als Spiel- und Sport-Verein Germania op 21 juli 1900 in het Duisburgse stadsdeel Wanheimerort. De club speelde echter in de schaduw van naburige clubs Duisburger SpV, VfvB Ruhrort 1900, Duisburger FV 08 en Meidericher SpV 02. Op 2 augustus 1924 fuseerde de club met FC Vorwärts en nam de naam Duisburger Sport-Club 1900 aan. Op sportief vlak was de fusie al snel een succes, en de club promoveerde snel naar hogere reeksen. In 1931 promoveerde de club zelfs naar de hoogste klasse van de Nederrijncompetitie. De competitie was in twee reeksen van twaalf verdeeld en DSC 1900 werd negende in groep A. Het volgende seizoen werd de achtste plaats behaald.
In 1933 kwam de NSDAP aan de macht in Duitsland en herstructureerde de competitie. De West-Duitse voetbalbond werd ontbonden en de acht competities vervangen door drie Gauliga's. Uit Duisburg plaatsten zich DFV 08, TSV 1899 en SpV Hamborn 07. De achtste plaats volstond niet en DSC moest zelfs naar de derde klasse. Samen met plaatselijke rivaal TuRV 88 Duisburg promoveerde de club wel meteen naar de Bezirksliga, maar kon daar slechts twee seizoenen spelen en degradeerde, toevallig, samen met TuRV 88 terug naar de derde klasse.
Tijdens de Tweede Wereldoorlog werden de terreinen verwoest door bombardementen. Na de oorlog werd de Kampfbahn Waldfrieden heropgebouwd. In 1955 werd de club kampioen in de Bezirksliga en promoveerde naar de Amateurliga, de derde klasse. Na een zevende plaats in het eerste seizoen volgde een onverhoopte vierde plaats in 1957. Het volgende seizoen werd de clubs slechts elfde, dit volstond niet om zich te plaatsen voor de nieuwe Verbandsliga die nu als derde klasse fungeerde. DSC ging in de Landesliga spelen en degradeerde daar waardoor ze nu plots in de vijfde klasse speelden (Bezirkskliga). Hier werd de club wel na één seizoen kampioen, met zes punten voorsprong op SpVgg Meiderich 06.
De volgende drie jaar speelde de club in de Landesliga. In 1963 werd het voetbal in Duitsland opnieuw grondig hervormd. De vijf Oberliga's werden vervangen door één Bundesliga. Meidericher SpV was de club uit Duisburg die zich hiervoor plaatste en deze club ging het voor de wind. DSC 1900 werd als enige club uit de stad in een groep met voornamelijk clubs uit Essen ingedeeld, wat de toeschouwersaantallen niet ten goede kwam. DSC belandde in een sportieve crisis en degradeerde uit de Landesliga. Het naburige Duisburger FV 08 had intussen ook veel van zijn pluimen verloren en zat eveneens in een crisis waardoor er sprake was van een fusie tussen beide clubs. Hoewel FV 08 stemde voor een fusie zagen velen bij DSC hier geen voordeel in en de fusie sprong af. DSC slaagde erin terug te promoveren naar de Landesliga.
In 1969 werd de naam gewijzigd in Duisburger Spielverein 1900. Vijf jaar eerder was de legendarische club Duisburger SpV gefuseerde met Duisburger TuS 48/99 en had zo de naam Eintracht Duisburg 1848 aangenomen. Enkele spelers hadden zich bij DSC 1900 aangesloten en wilden dat de naam van de ooit zo roemrijke club niet verloren ging waardoor dezelfde naam werd aangenomen, hoewel de club zich niet beroept op de successen van de voorganger. In 1973 degradeerde de club uit de Landesliga. Na de invoering van de Oberliga Nordrhein in 1978 als derde klasse was de Bezirksliga nu nog maar de zesde klasse. In 1981 promoveerde de club weer naar de Landesliga en bleef daar de rest van de jaren tachtig en eindigde enkele keren in de top drie. In 1994 degradeerde de club uit de Landesliga, door de invoering van de Regionalliga degradeerde de club eigenlijk twee niveaus.